# Joseph Buerger
John Joseph "Joe" Buerger (Saint Louis, Missouri, 19 de setembre de 1870 – Saint Louis, 10 de novembre de 1951) va ser un remer estatunidenc que va competir a cavall del segle xix i xx.
Va prendre part en els Jocs Olímpics d'Estiu de 1904 de Saint Louis, on va guanyar la medalla de bronze en la prova de dos sense timoner del programa de rem, fent parella amb John Joachim.